# Aniela Wolberg
Aniela Franciszka Wolberg (Czestochowa, Polonia, 14 de octubre de 1907 - Varsovia, 11 de octubre de 1937) fue una anarquista polaca.

## Biografía
Aniela Wolberg nació en Czestochowa, Polonia, el 14 de octubre de 1907 en una familia judía. Entró en contacto con las ideas anarquistas durante sus estudios en la universidad. Fue miembro de la Federación Anarquista Polaca (Federacja Anarchistyczna) desde 1926. Comenzó sus estudios en Cracovia, en su Polonia natal, pero continuó sus estudios en Francia, en París y Montpellier. En Francia siguió colaborando desde la distancia con grupos anarquistas polacos, pero también mantuvo contacto con organizaciones libertarias francesas como la CGT-SR (Confederación General del Trabajo - Sindicalista Revolucionaria) o grupos anarquistas españoles en el exilio. Colaboró frecuentemente con la prensa libertaria, en revistas del movimiento polaco como Proletariat, Walka (Lucha) o Walka Klas (Lucha de clases). 
Fue deportada de Francia a Polonia debido a sus actividades anarquistas en 1932. Ese mismo año, ya en Polonia, fue nombrada secretaria de la Federación Anarquista. En 1934 fue encarcelada por un breve período. También estuvo en España en 1936, en plena guerra civil. Murió el 11 de octubre de 1937 en Varsovia, tras complicaciones en una operación quirúrgica.